# Elecciones legislativas de El Salvador de 2003
Las elecciones legislativas de la República de El Salvador de 2003 se realizaron el domingo 16 de marzo de ese mismo año. En los comicios se definieron las diputaciones para el Parlamento Centroamericano, Asamblea Legislativa local y los Concejos Municipales de cada uno de los 262 municipios.
Los partidos políticos contendientes fueron: Alianza Republicana Nacionalista (ARENA), Frente Farabundo Martí para la Liberación Nacional (FMLN), Partido de Conciliación Nacional (PCN), Partido Demócrata Cristiano (PDC), Partido Popular Republicano (PPR), Partido Acción Nacional (PAN), Partido Fuerza Cristiana (FC), Movimiento Renovador (MR), Partido Social Demócrata (PSD), Partido Acción Popular (AP) y Centro Democrático Unido (CDU).

## Resultados Legislativos[3]
|  | 33.96 % |

|  | 31.91 % |

|  | 12.95 % |

|  | 7.28 % |

|  | 6.37 % |

|  | 1.88 % |

|  | 1.63 % |

|  | 1.14 % |

|  | 1.11 % |

|  | 1.04 % |

|  | 0.73 % |

## Resultados Municipales[2]
En estos comicios estaba en juego la gobernación de 262 alcaldías, las cuales el TSE declaró que por los votos quedaron repartidas de la siguiente manera.

## Partidos políticos que desaparecieron
El Código Electoral de la República de El Salvador, establece que si un partido político en contienda no alcanza 50,000 votos o por lo menos un diputado en el congreso, se ve en la obligación de desaparecer, es por eso que seis de los once partidos políticos que compitieron en las elecciones legislativas y municipales 2003, no alcanzaron los mandatos exigidos por la ley para mantenerse como tales, por lo que tuvieron que desaparecer, estos fueron:
- Movimiento Renovador
- Partido Social Demócrata
- Fuerza Cristina
- Partido Acción Nacional
- Partido Popular Republicano

## Resultados

### San Salvador
Resultados Legislativos
|  | 40.82 % |

|  | 31.78 % |

|  | 12.26 % |

|  | 4.04 % |

|  | 3.60 % |

|  | 1.99 % |

|  | 1.43 % |

|  | 1.35 % |

|  | 1.34 % |

|  | 0.89 % |

|  | 0.50 % |

|  | 38.91 % |

### La Libertad
Resultados Legislativos
|  | 39.01 % |

|  | 31.58 % |

|  | 8.65 % |

|  | 5.74 % |

|  | 5.10 % |

|  | 4.37 % |

|  | 2.30 % |

|  | 1.38 % |

|  | 1.06 % |

|  | 0.79 % |

|  | 41.91 % |

### Santa Ana
Resultados Legislativos
|  | 38.10 % |

|  | 30.87 % |

|  | 9.64 % |

|  | 9.12 % |

|  | 3.33 % |

|  | 3.03 % |

|  | 2.62 % |

|  | 1.06 % |

|  | 0.88 % |

|  | 0.73 % |

|  | 0.63 % |

|  | 35.86 % |

### Santa Miguel
Resultados Legislativos
|  | 32.94 % |

|  | 27.84 % |

|  | 17.52 % |

|  | 12.13 % |

|  | 4.66 % |

|  | 2.31 % |

|  | 1.64 % |

|  | 0.49 % |

|  | 0.48 % |

|  | 39.10 % |

### Usulután
Resultados Legislativos
|  | 39.11 % |

|  | 29.96 % |

|  | 15.66 % |

|  | 9.42 % |

|  | 1.87 % |

|  | 1.86 % |

|  | 1.04 % |

|  | 0.80 % |

|  | 0.29 % |

|  | 42.88 % |

### La Unión
Resultados Legislativos
|  | 32.17 % |

|  | 28.38 % |

|  | 18.12 % |

|  | 15.88 % |

|  | 3.06 % |

|  | 2.07 % |

|  | 0.20 % |

|  | 0.13 % |

|  | 38.97 % |

### La Paz
Resultados Legislativos
|  | 29.07 % |

|  | 28.60 % |

|  | 22.34 % |

|  | 13.82 % |

|  | 3.07 % |

|  | 1.81 % |

|  | 0.60 % |

|  | 0.43 % |

|  | 0.27 % |

|  | 46.98 % |

### Chalatenango
Resultados Legislativos
|  | 35.89 % |

|  | 31.76 % |

|  | 18.72 % |

|  | 8.62 % |

|  | 2.48 % |

|  | 1.22 % |

|  | 0.47 % |

|  | 0.44 % |

|  | 0.24 % |

|  | 0.14 % |

|  | 48.12 % |